# Карпилівка (Чернігівський район)
Карпи́лівка — село в Україні, у Деснянській селищній громаді Чернігівського району Чернігівської області. Населення становить 548 особи. Входить до Карпилівського старостинського округу.

## Історія
Село Карниловка разом із багатьма сусідніми поселеннями є в переписній книзі Малоросійського приказу (1666). Також наведено поіменні відомості про мешканців хуторів: 35 дворів із тягловою худобою, 9 дворів ґрунтових без худоби та 3 бобилів (без землі). Оскільки було згадано село, а не деревню, то вже мав бути свій храм.
1859 року в казенному селі Морівської волості Остерського повіту Чернігівської губернії, мешкало 936 осіб (441 особа чоловічої статі та 495 — жіночої), налічувалось 139 дворових господарств, існувала православна церква. 1901 року - 2005 жителів.
12 червня 2020 року, відповідно до розпорядження Кабінету Міністрів України № 730-р «Про визначення адміністративних центрів та затвердження територій територіальних громад Чернігівської області», увійшло до складу Деснянської селищної громади.
19 липня 2020 року, в результаті адміністративно-територіальної реформи та ліквідації Козелецького району, увійшло до складу новоутвореного Чернігівського району.

## Політика

### Парламентські вибори, 2019
На позачергових парламентських виборах 2019 року у селі функціонувала окрема виборча дільниця № 740257, розташована у приміщенні школи.
Результати
- зареєстровано 542 виборці, явка 74,35%, найбільше голосів віддано за «Слугу народу» — 35,01%, за Аграрну партію України — 16,37%, за Всеукраїнське об'єднання «Батьківщина» — 13,35%[6]. В одномандатному окрузі найбільше голосів отримав Борис Приходько (самовисування) — 29,93%, за Олега Дмитренка (самовисування) — 23,69%, за Сергія Коровченка (самовисування) — 20,70%[7].

## Населення

### Мова
Розподіл населення за рідною мовою за даними перепису 2001 року:
| Мова       | Кількість | Відсоток |
| ---------- | --------- | -------- |
| українська | 1082      | 98.54%   |
| російська  | 16        | 1.46%    |
| Усього     | 1098      | 100%     |

## Релігійне життя
- Храми

У Карпилівці храм існував уже в часи Гетьманщини, найстарший документ цієї церкви був за 1737 р. У 1834 р. в селі було побудовано нову дерев'яну церкву Покрови. Попередній карпилівський храм також був освячений на честь Покрови.
Покровську церкву розібрали в 1928—1929 рр., з матеріалу зробили школу. Після німецько-радянської війни в селі на 10 листопада було відкрито церкву Параскевії, але вже в 1962 р. її закрили і влаштували в ній гуртожиток.
- Священики

Тимоновський Іван (1812);
Норчевський Федір (1876);
Ставицький Петро, помічник (1876);
Левченко Гаврило (1890—1892);
Трощанський Антоній (1892—1899)
- Прихід

Виповзів (1876), Короп'є (до 1900 р.), Лутава

## Постаті
- Кірієнко Олександр Вікторович (1997—2017) — солдат Збройних сил України, учасник російсько-української війни.
- Костенко Василь Федорович — міністр лісової промисловості Української РСР.
- Титок Дмитро Миколайович (1987-2014) — старший сержант Збройних сил України, учасник АТО[9].